# مايك تومسون (لاعب كرة قاعدة)
مايك تومسون (بالإنجليزية: Mike Thompson)‏ هو لاعب كرة قاعدة أمريكي، ولد في 6 نوفمبر 1980 في والش في الولايات المتحدة.

## وصلات خارجية
- مايك تومسون على موقع دوري كرة القاعدة الرئيسي (الإنجليزية)
- مايك تومسون على موقعبيزبول رفرنس.كوم (الدوري الرئيسي) (الإنجليزية)
- مايك تومسون على موقعبيزبول رفرنس.كوم (الدوري الثانوي) (الإنجليزية)